# My Love (canción de Wale)
«My Love» es una canción del cantante estadounidense de hip-hop Wale en colaboración con la agrupación estadounidense Major Lazer, el cantante nigeriano Wizkid y la cantautora albanobritánica Dua Lipa. Aparece como sencillo de su quinto álbum de estudio, SHiNE, que se lanzó oficialmente en todo el mundo el 28 de abril de 2017. El tema fue producido por Major Lazer y se destaca por su fusión de ritmos de hip hop, electrónica y afrobeat. El video musical que acompaña a la canción, dirigido por ACRS, se estrenó el 15 de agosto de 2017.

## Composición
«My Love» es una canción que fusiona elementos de hip hop, electrónica y afrobeat, reflejando la diversidad de los artistas involucrados: Wale, Major Lazer, Wizkid y Dua Lipa. El tema se caracteriza por su ritmo contagioso y melodías pegajosas, creando una atmósfera veraniega y festiva.
Líricamente, la canción explora temas de amor y atracción, con cada artista aportando su estilo único para narrar una historia de romance y deseo. El video musical, dirigido por Armen Soudjian, complementa esta temática con visuales vibrantes y coloridos, presentando a los artistas en un entorno playero que realza la energía positiva de la canción.
La colaboración entre estos artistas de diferentes géneros y orígenes ha sido bien recibida, destacando la capacidad de «My Love» para unir diversos estilos musicales en una producción cohesiva y atractiva.

## Video musical
El video musical de «My Love» se estrenó el 15 de agosto de 2017 y fue dirigido por ACRS. 
El video se caracteriza por su ambientación veraniega y festiva, presentando a los artistas en un entorno playero que complementa la energía positiva de la canción.

## Desempeño comercial
En cuanto a su desempeño en las listas, «My Love» no logró alcanzar posiciones destacadas a nivel global. Según datos de Top Charts, la canción no debutó en la lista global y su posición más alta en la radio fue el puesto número 4 en mayo de 2020.
A pesar de las críticas mixtas y un desempeño moderado en las listas, «My Love» ha mantenido una presencia constante en las radios de diversos países, incluyendo Grecia, Estados Unidos y Chile, lo que refleja una recepción positiva por parte de la audiencia en diferentes regiones.
El video musical supera las 20 millones de visitas en YouTube. En Spotify, la canción acumula más de 150 millones de reproducciones.